# Cynoglossus attenuatus
Cynoglossus attenuatus es una especie de pez de la familia Cynoglossidae en el orden de los Pleuronectiformes.

## Distribución geográfica
Se encuentran al oeste del Océano Índico desde Mozambique hasta Durban (Sudáfrica )-.